# Acura ADX
Acura ADX — кросовер, який виробляється підрозділом Acura компанії Honda з 2025 року. 

## Опис

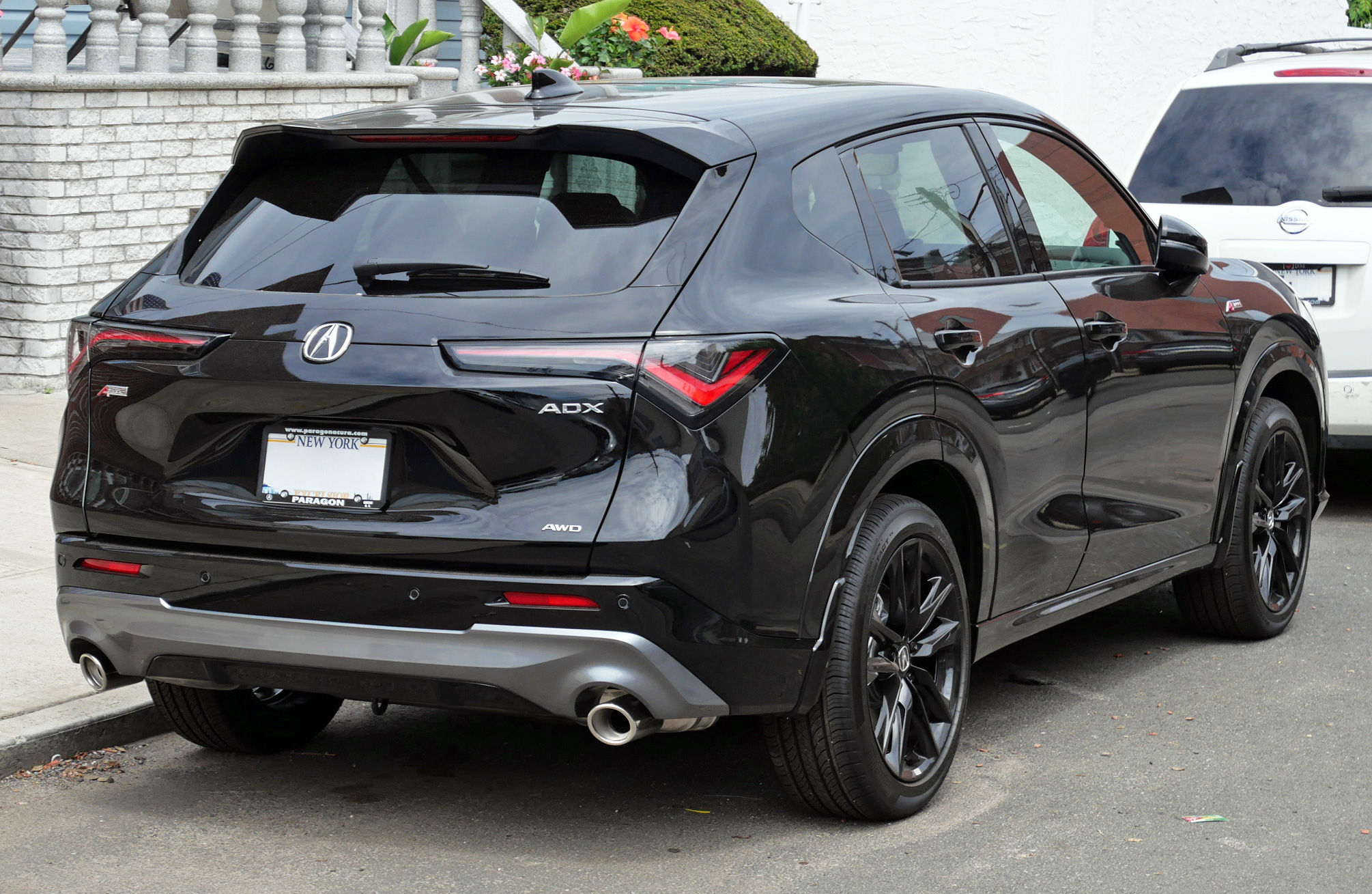

Він був представлений 14 листопада 2024 року, а продажі розпочалися на початку 2025 року. Він має спільну платформу з Honda HR-V і на 200 мм довший за нього.
Інтер’єр оснащений 10,2-дюймовим РК-монітором (Acura Precision Cockpit), 9-дюймовим центральним дисплеєм і 8 динаміками преміум-класу. Є п’ять режимів водіння: Snow, Comfort, Normal, Sport та Individual.
Трансмісія являє собою 200-сильний 1,5-літровий бензиновий турбодвигун L15CA VTEC + варіатор, який також встановлюється в Integra. 